# Gora Bolotova
Gora Bolotova (englische Transkription von russisch Гора Болотова Gora Bolotowa) ist ein etwas isolierter Nunatak im ostantarktischen Mac-Robertson-Land. In den Prince Charles Mountains ragt er nordwestlich des Mount Lanyon auf.
Russische Wissenschaftler benannten ihn. Der weitere Benennungshintergrund ist nicht hinterlegt.